# Łosice (gmina w powiecie konstantynowskim)
Łosice – dawna gmina wiejska istniejąca na przełomie XIX i XX wieku w guberni siedleckiej i chełmskiej. Siedzibą władz gminy była osada miejska Łosice.
Gmina Łosice powstała za Królestwa Polskiego – 1 stycznia?/13 stycznia 1870 w powiecie konstantynowskim w guberni siedleckiej w związku z utratą praw miejskich przez miasto Łosice i przekształceniu jego w wiejską gminę Łosice w granicach dotychczasowego miasta.
Gmina stanowiła administracyjną enklawę najpierw na terenie gminy Czuchleby, a po jej zniesieniu podczas I wojny światowej / na terenie gminy Świniarów.
W 1912 roku gmina weszła de iure w skład nowo utworzonej guberni chełmskiej.
Jako gmina wiejska jednostka przestała funkcjonować w związku z przywróceniem Łosicom praw miejskich i przekształceniem jednostki w gminę miejską. W źródłach istnieją rozbieżności co do dokładnej daty. Niektóre podają rok 1915, inne 22 października 1919.